# Paolo Emilio Malaspina
Paolo Emilio Malaspina (Ascoli Piceno, XVII secolo – ...) è stato un ammiraglio italiano.
Governatore della flotta pontificia, prese nel 1685 la roccaforte di Corone.